# Antiche unità di misura del circondario di Avellino
Sono qui riportate le conversioni tra le antiche unità di misura in uso nel circondario di Avellino e il sistema metrico decimale, così come stabilite ufficialmente nel 1877; non si riportano le unità di misura e di peso stabilite con la riforma del 1840, rese uniformi nell'intero Regno di Napoli.
Nonostante l'apparente precisione nelle tavole, in molti casi è necessario considerare che i campioni utilizzati erano di fattura approssimativa o discordanti tra loro.

## Misure di lunghezza
Nel 1877, oltre alle unità ufficiali del 1840, sono indicate in uso alcune misure abusive.
| Comuni         | Denominazione | Valore   | Unità |
| -------------- | ------------- | -------- | ----- |
| Tutti i comuni | Passo         | 1,845690 | m     |
| Tutti i comuni | Palmo         | 0,263670 | m     |

Per le misure anteriori al 1840 il passo si divide in 7 palmi, il palmo in 12 once, l'oncia in 5 minuti.
8 palmi fanno una canna. 10 palmi fanno una pertica. 10 passi fanno una catena. 100 catene fanno il miglio.
Come base delle misure agrarie si usavano nei diversi comuni passi da terra di palmi 4, 5 1/2, 6, 7 1/3, 7 2/3, 8, 12.

## Misure di superficie
Nel 1877, oltre alle unità ufficiali del 1840, sono indicate in uso alcune misure abusive.
| Comuni | Denominazione | Valore   | Unità |
| --- | --- | -------- | ----- |
| Tutti i comuni | Palmo quadrato | 0,069522 | m²    |
| Capriglia, Ospedaletto d'Alpinolo, Pietra Stornina, S. Angelo a Scala, Summonte, Serino, S. Agata di Sotto, Solofra, S. Michele di Serino, Lapio, S. Lucia di Larino, Sorbo di Serpico, Aiello del Sabato, Manicalciati, Atripalda, Cesinale, Montefredane, S. Stefano del Sole, Tavernola S. Felice, Candida, Chiusano di S. Domenico, Parolise, S. Potito Ultra, Montefalcione, Montemiletto, Pratola Serra, Chianche, Torre le Nocelle, Altavilla Irpina, Grottolella, Roccabascerana, Chianchetelle, Montefusco, Preturo, Pietra de' Fusi, Prato pi Principato Ultra, S. Paolina, S. Pietro Indelicato, Torrioni, Tufo, S. Martino Valle Caudina, Rotondi, Cervinara | Moggio di 900 passi quadrati di palmi 7 1/3 di lato; Vignale di 1600 passi quadrati di palmi 5 1/2 di lato                                                                                             | 3364,86  | m²    |
| Mercogliano, Monteforte Irpino, Avella, Baiano, Quadrelle, Lauro, Mugnano del Cardinale, Sirignano, Domicella, Marzano di Nola, Migliano, Mosciano, Sperone, Pago del Vallo di Lauro, Quindici, Taurano | Moggio di 900 passi quadrati di palmi 8 di lato; Vigna di 1600 passi quadrati di palmi 6 di lato; Tomolata di 3600 passi quadrati di palmi 4 di lato; Tomolo di 400 passi quadrati di palmi 12 di lato | 4004,46  | m²    |
| Volturara Irpina | Moggio di 600 passi quadrati di palmi 7 1/3 di lato | 2243,24  | m²    |
| Forino, Montoro Inferiore, Montoro Superiore | Moggio di 900 passi quadrati di palmi 7 2/3 di lato | 3677,71  | m²    |

La Canna quadrata prima del 1840 era di soli 64 Palmi quadrati.

## Misure di volume
Nel 1877, oltre alle unità ufficiali del 1840, sono indicate in uso alcune misure abusive.
| Comuni         | Denominazione | Valore | Unità |
| -------------- | ------------- | ------ | ----- |
| Tutti i comuni | Palmo cubo    | 18,331 | L     |

Secondo l'uso anteriore al 1840 mille palmi cubi fanno una pertica cuba, e 512 palmi cubi fanno la canna cuba.
La canna di costumanza per le fabbriche equivale ad un quarto di canna abusiva cuba.
La canna per la legna da fuoco di 256 palmi cubi abusivi equivale a mezza canna abusiva cuba.
Palmi cubi abusivi 9 1/3 fanno la soma per l'arena che si divide in 7 cofani.

## Misure di capacità per gli aridi
Nel 1877, oltre alle unità ufficiali del 1840, sono indicate in uso alcune misure abusive.
| Comuni         | Denominazione | Valore  | Unità |
| -------------- | ------------- | ------- | ----- |
| Tutti i comuni | Tomolo        | 55,3189 | L     |

Il tomolo, tanto prima che dopo il 1840, si divide in 24 misure.

## Misure di capacità per i liquidi
Nel 1877, oltre alle unità ufficiali del 1840, sono indicate in uso alcune misure abusive.
| Comuni | Denominazione          | Valore   | Unità |
| --- | ---------------------- | -------- | ----- |
| Avellino, S. Michele di Sbrino, Forino, S. Lucia di L arino, Aiello del Sabato, Atripalda, Cesinale, S. Stefano del Sole, S. Potito Ultra | Barile di 60 caraffe   | 43,3947  | L     |
| Avellino, S. Michele di Sbrino, Forino, S. Lucia di L arino, Aiello del Sabato, Atripalda, Cesinale, S. Stefano del Sole, S. Potito Ultra | Caraffa di 27 once     | 0,723244 | L     |
| Bellizzi, Montefredane, Montefalcione, Grottolella, Pratola Serra, Sperone, Roccabascerana                                                | Barile di 40 pinte     | 35,7158  | L     |
| Bellizzi, Montefredane, Montefalcione, Grottolella, Pratola Serra, Sperone, Roccabascerana                                                | Pinta di un rotolo     | 0,892894 | L     |
| Capriglia | Barile di 52 caraffe   | 46,4305  | L     |
| Capriglia | Caraffa di un rotolo   | 0,892894 | L     |
| Ospedaletto d'Alpinolo | Barile di 53 caraffe   | 41,6446  | L     |
| Ospedaletto d'Alpinolo | Caraffa di 29 1/3 once | 0,785747 | L     |
| Pietrastornina, Summonte, S. Angelo a Scala, Torre le Nocelle, S. Martino Valle Caudina, Cervinara, Monteforte, Altavilla Irpina          | Barile di 60 caraffe   | 53,5737  | L     |
| Pietrastornina, Summonte, S. Angelo a Scala, Torre le Nocelle, S. Martino Valle Caudina, Cervinara, Monteforte, Altavilla Irpina          | Caraffa di un rotolo   | 0,892894 | L     |
| Solofra, Marzano di Nola, Pago del Vallo di Lauro                                                                                         | Barile di 60 caraffe   | 45,0019  | L     |
| Solofra, Marzano di Nola, Pago del Vallo di Lauro                                                                                         | Caraffa di 28 once     | 0,750031 | L     |
| Volturara Irpina, Manicalzati | Cantaro di 100 caraffe | 89,2894  | L     |
| Volturara Irpina, Manicalzati | Caraffa di un rotolo   | 0,892894 | L     |
| Chiusano di San Domenico | Peso di 109 rotoli     | 97,3255  | L     |
| Lapio | Salma di 120 caraffe   | 107,1473 | L     |
| Lapio | Caraffa di un rotolo   | 0,892894 | L     |
| Montemileto | Peso di 121 caraffe    | 108,0402 | L     |
| Montemileto | Caraffa di un rotolo   | 0,892894 | L     |
| Chianche, Chianchetelle, Petruro, Torrioni, S. Pietro Indelicato, Tufo                                                                    | Barile di 48 caraffe   | 34,7157  | L     |
| Chianche, Chianchetelle, Petruro, Torrioni, S. Pietro Indelicato, Tufo                                                                    | Caraffa di 27 once     | 0,723244 | L     |
| Montefusco, Pietra de' Fusi, S. Paolina                                                                                                   | Barile di 30 caraffe   | 26,7868  | L     |
| Montefusco, Pietra de' Fusi, S. Paolina                                                                                                   | Caraffa di un rotolo   | 0,892894 | L     |
| Rotondi | Barile di 54 rotoli    | 48,2163  | L     |
| Avella | Barile di 60 caraffe   | 46,6091  | L     |
| Avella | Caraffa di 29 once     | 0,776818 | L     |
| Boiano, Quadrelle | Barile di 60 caraffe   | 48,7520  | L     |
| Boiano, Quadrelle | Caraffa di 30 1/3 once | 0,812534 | L     |
| Mugnano del Cardinale, Sirignano | Barile di 60 caraffe   | 48,2163  | L     |
| Mugnano del Cardinale, Sirignano | Caraffa di 30 once     | 0,803605 | L     |

I pesi indicati perle misure del vino sono quelli del volume di acqua distillata che dovevano contenere, e non servono che di nomenclatura distintiva.
| Comuni                                                                                    | Denominazione                             | Valore   | Unità |
| ----------------------------------------------------------------------------------------- | ----------------------------------------- | -------- | ----- |
| Avellino                                                                                  | Staio o melaina di rotoli 100 = 89,100 kg | 0,975587 | L     |
| Bellizzi                                                                                  | Staio di rotoli 10 1/6 = 9,058 kg         | 9,918468 | L     |
| S. Agata di Sotto, Candida                                                                | Quarantino di rotoli 20 1/3 = 18,117 kg   | 19,8369  | L     |
| Serino, Aiello                                                                            | Metro di rotoli 20 = 17,82 kg             | 19,5117  | L     |
| Atripalda, S. Potito Ultra, Domicella, Marzano di Nola, Pago del Vallo di Lauro, Migliano | Staio di rotoli 10 1/3 = 9,207 kg         | 10,0811  | L     |
| Torre le Nocelle                                                                          | Ambola di rotoli 2 2/3 = 2,376 kg         | 2,601565 | L     |
| Avella                                                                                    | Staio di rotoli 6 1/3 = 5,643 kg          | 6,178718 | L     |
| Sperone                                                                                   | Soma di rotoli 160 = 142,56 kg            | 156,0939 | L     |

I pesi indicati per le misure dell'olio sono quelli del volume di olio che devo in esso contenersi, giacché nel sistema metrico napoletano l'olio si misurava a peso e non a capacità.

## Pesi
| Comuni         | Denominazione | Valore  | Unità |
| -------------- | ------------- | ------- | ----- |
| Tutti i comuni | Rotolo        | 890,997 | g     |
| Tutti i comuni | Libbra        | 320,759 | g     |

Secondo la legge del 1840 cento rotoli fanno un cantaro; il rotolo è di once 33 1/3 e si divide in 1000 trappesi.
La libbra si divide in 12 once, l'oncia in 30 trappesi.
Secondo l'uso anteriore alla legge del 1840 cento libbre fanno un cantaro piccolo.
Secondo la varietà dei luoghi e delle merci si usano pure rotoli di Once 30, 36, 39, 42, 44, 48, 52 e 56.
Gli orefici dividono l'oncia in 30 trappesi ed il trappeso in 20 acini.
I gioiellieri dividono l'oncia in 130 carati, il carato in 4 grani, il grano in 16 sedicesimi.
I farmacisti dividono l'oncia in 10 dramme, la dramma in 3 scrupoli, lo scrupolo in 2 oboli, l'obolo in 10 acini o grani.
Dramme 1 1/2 formano il peso aureo.
40 rotoli fanno un peso per la calce.
4 rotoli fanno una decina, peso della lana.

## Territorio
Nel 1874 nel circondario di Avellino erano presenti 66 comuni divisi in 15 mandamenti.
- Altavilla Irpina • Altavilla Irpina, Grottolella, Roccabascerana
- Atripalda • Aiello del Sabato, Atripalda, Cesinali, Montefredane, Santo Stefano del Sole, Tavernola San Felice
- Avellino • Avellino, Bellizzi
- Baiano • Baiano, Avella, Mugnano del Cardinale, Quadrelle, Sirignano, Sperone
- Cervinara • Cervinara, Rotondi, San Martino Valle Caudina
- Chiusano di San Domenico • Candida, Chiusano di San Domenico, Lapio, Manocalzati, Parolise, San Potito Ultra
- Lauro • Domicella, Lauro, Marzano di Nola, Moschiano, Pago del Vallo di Lauro, Quindici, Taurano
- Mercogliano • Capriglia, Mercogliano, Ospedaletto d'Alpinolo, Pietrastornina, Sant'Angelo a Scala, Summonte
- Monteforte Irpino • Contrada, Forino, Monteforte Irpino
- Montefusco • Chianche, Chianchetelle, Montefusco, Petruro Irpino, Pietradefusi, Prata di Principato Ultra, San Pietro Indelicato, Santa Paolina, Torrioni, Tufo
- Montemiletto • Montefalcione, Montemiletto, Pratola Serra, Torre Le Nocelle
- Montoro Superiore • Montoro Superiore, Montoro Inferiore
- Serino • San Michele di Serino, Santa Lucia di Serino, Serino
- Solofra • Sant'Agata di Sotto, Solofra
- Volturara Irpina • Salza Irpina, Sorbo Serpico, Volturara Irpina